# Sulfametoksazol
Sulfametoksazol (łac. sulfamethoxazolum) – organiczny związek chemiczny z grupy sulfonamidów, lek będący antybiotykiem bakteriostatycznym. Działa na zasadzie inhibicji kompetycyjnej syntazy dihydropterynianowej (poprzez podobieństwo do kwasu para-aminobenzoesowego), co hamuje u bakterii biosyntezę kwasu dihydrofoliowego. Jest chemioterapeutykiem o średnim czasie działania, podawany w dwóch dawkach na dobę. Łączy się z białkami osocza w 70%. Posiada zdolność przenikania do płynu mózgowo-rdzeniowego. Osiąga również wysokie stężenie w moczu. Stosowany łącznie z trimetoprimem jako preparat złożony – kotrimoksazol.
Preparaty dostępne w handlu: Apo-Sulfatrim, Biseptol, Bactrim, Groseptrol, Septrin, Two-Septol.